# Арабијски тар
Арабијски тар (Arabitragus jayakari) је сисар из реда Artiodactyla и породице Bovidae. 

## Распрострањење
Врста је присутна у Оману и Уједињеним Арапским Емиратима.

## Станиште
Станишта врсте су шуме и планине. 

## Угроженост
Ова врста се сматра угроженом.